# Piergiuseppe Perazzini

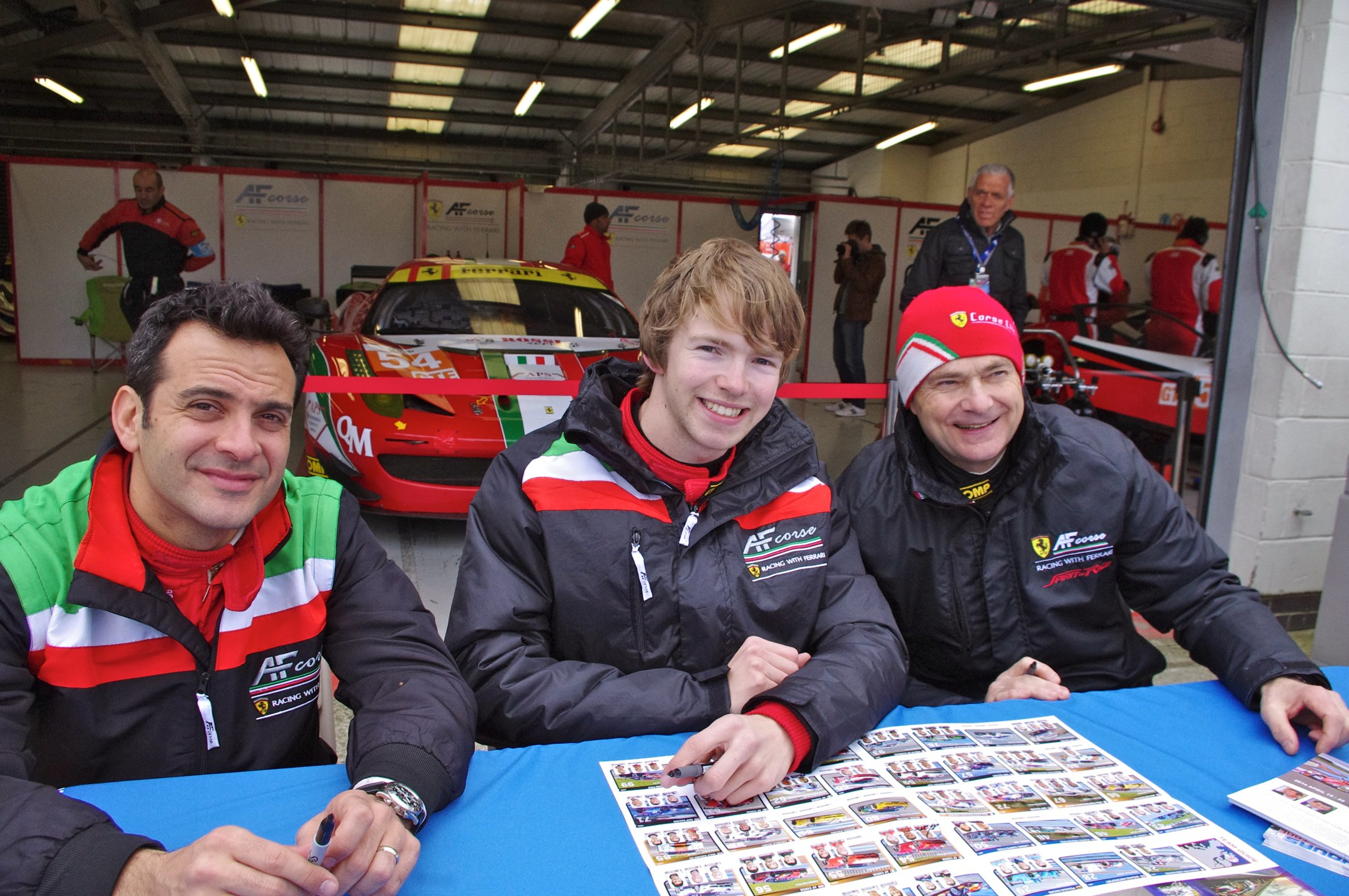
Piergiuseppe Perazzini (rechts) mit Michael Lynos und Marco Cioci (links) 2014 beim 4-Stunden-Rennen von Silverstone

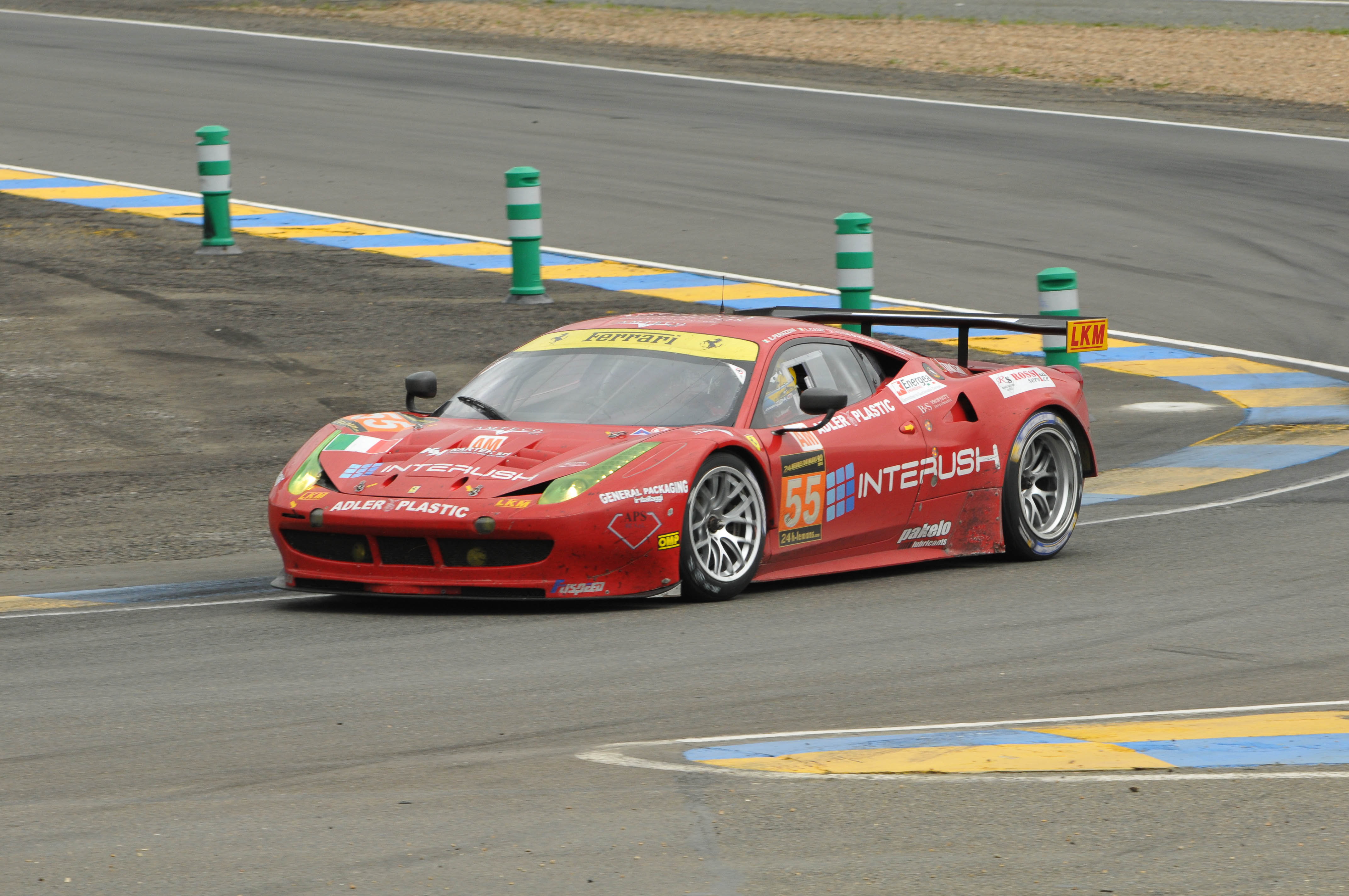
Der Ferrari 458 Italia GT2 von Darryl O’Young, Lorenzo Casè und Piergiuseppe Perazzini beim 24-Stunden-Rennen von Le Mans 2013

Piergiuseppe Perazzini (* 25. Januar 1956 in Florenz) ist ein ehemaliger italienischer Autorennfahrer. 

## Karriere im Motorsport
Piergiuseppe Perazzini ist seit Ende der 1990er-Jahre als GT- und Sportwagenpilot aktiv. 2003 wurde er auf einer Chrysler Viper GTS-R Gesamtsieger der  italienischen GT-Meisterschaft. 2004 konnte er diesen Erfolg wiederholen und wurde erneut Gesamtsieger dieser Serie. 2007 wurden die Engagements internationaler, mit Einsätzen in der European Le Mans Series und den International GT Open.  
Perazzini war viermal beim 24-Stunden-Rennen von Le Mans am Start. 2013 erreichte er den zweiten Endrang in der LM-GT-Am-Klasse.  
Beim 24-Stunden-Rennen 2012 war Perazzini der Auslöser für den schweren Unfall von Anthony Davidson. Nach knapp 4½ Stunden Fahrzeit hatte Davidson im Toyota TS030 Hybrid die Führung übernommen, als er beim Abbremsen der Mulsanne auf Perazzini im Ferrari 458 Italia GTC auflief und ihn überrunden wollte. Perazzini unterschätzte den Abstand zwischen dem viel schnelleren Toyota und seinem Ferrari und lenkte zu früh wieder auf die Ideallinie zurück. Beide Fahrzeuge verunfallten und fielen aus.

## Statistik

### Le-Mans-Ergebnisse
| Jahr | Team           | Fahrzeug               | Teamkollege       | Teamkollege  | Platzierung | Ausfallgrund |
| ---- | -------------- | ---------------------- | ----------------- | ------------ | ----------- | ------------ |
| 2010 | Racing Box SRL | Lola B08/80            | Luca Pirri        | Marco Cioci  | Ausfall     | Aufhängung   |
| 2011 | AF Corse SRL   | Ferrari F430 GTE       | Seán Paul Breslin | Marco Cioci  | Ausfall     | Defekt       |
| 2012 | AF Corse       | Ferrari 458 Italia GTC | Nicola Cadei      | Matt Griffin | Ausfall     | Unfall       |
| 2013 | AF Corse       | Ferrari 458 Italia GT2 | Darryl O’Young    | Lorenzo Casè | Rang 26     |              |

### Sebring-Ergebnisse
| Jahr | Team     | Fahrzeug                    | Teamkollege | Teamkollege | Teamkollege         | Platzierung | Ausfallgrund |
| ---- | -------- | --------------------------- | ----------- | ----------- | ------------------- | ----------- | ------------ |
| 2015 | AF Corse | Ferrari 458 Italia Grand-Am | Marco Cioci | Rui Águas   | Vicente Potolicchio | Rang 27     |              |